# Charaxes mangolianus
Charaxes mangolianus är en fjärilsart som beskrevs av Rothschild 1900. Charaxes mangolianus ingår i släktet Charaxes och familjen praktfjärilar. Inga underarter finns listade i Catalogue of Life.